# Saint-Bardoux
Saint-Bardoux – miejscowość i gmina we Francji, w regionie Owernia-Rodan-Alpy, w departamencie Drôme.
Według danych na rok 1990 gminę zamieszkiwały 532 osoby, a gęstość zaludnienia wynosiła 50 osób/km² (wśród 2880 gmin regionu Rodan-Alpy Saint-Bardoux plasuje się na 1117. miejscu pod względem liczby ludności, natomiast pod względem powierzchni na miejscu 1072.).